# 13684 Borbona
13684 Borbona este un asteroid din centura principală de asteroizi.

## Descriere
13684 Borbona este un asteroid din centura principală de asteroizi. A fost descoperit pe 27 august 1997 la Colleverde de Vincenzo Silvano Casulli. Asteroidul prezintă o orbită caracterizată de o semiaxă mare de 3,18 ua, o excentricitate de 0,09 și o înclinație de 16,8° în raport cu ecliptica.